# Chrysler 300M
La Chrysler 300M est une berline de luxe fabriquée par Daimler Chrysler au Canada, de 1999 à 2004. C'est une traction avant, reposant sur la plateforme Chrysler LH équipée de deux moteurs V6 différents. Elle est 254 mm plus courte que la Chrysler Concorde pour la rendre plus adaptée aux goûts européens. Le « M » correspond à la génération du modèle, succédant aux C-300 à 300L.

## Conception

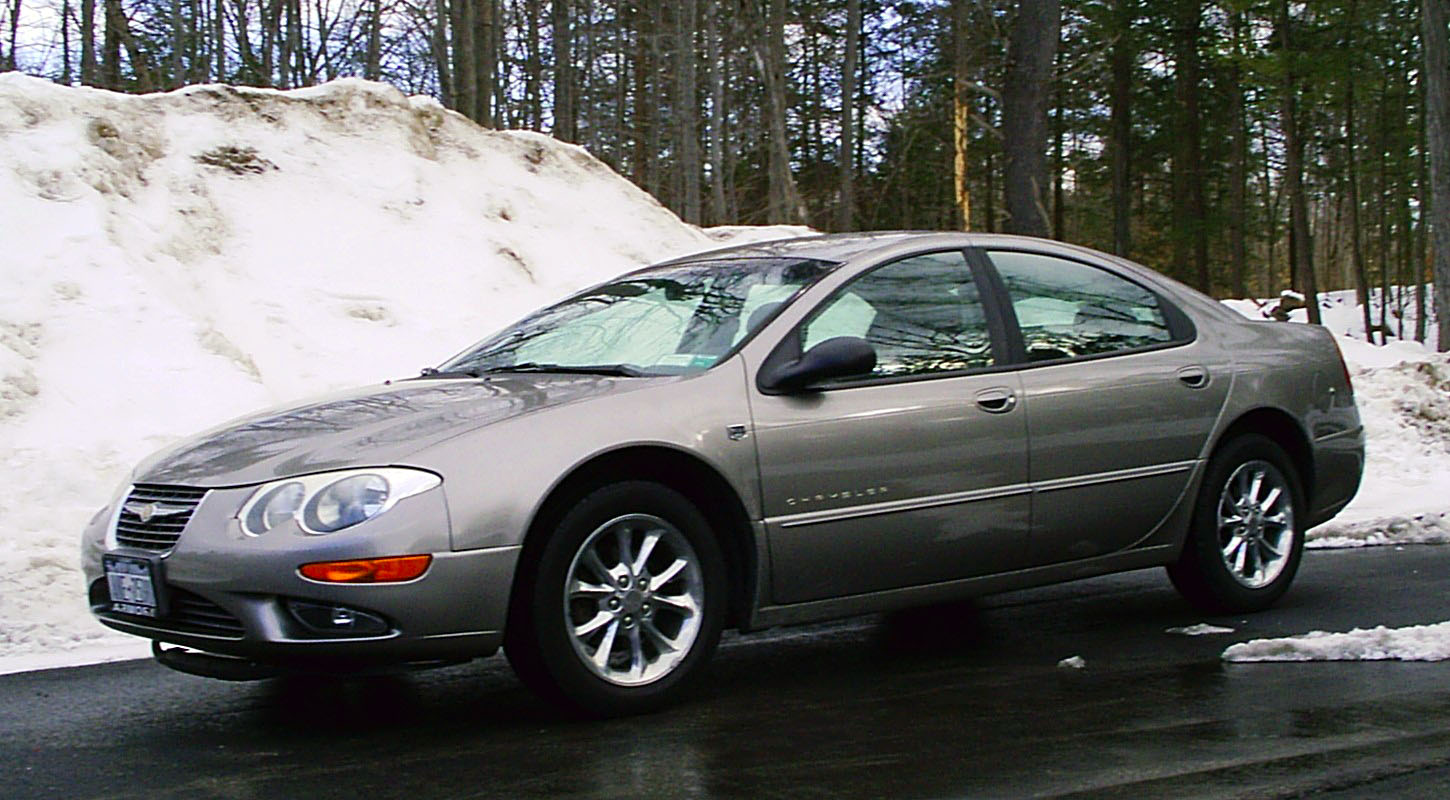
Chrysler 300M (1999)

Chrysler a repensé les voitures à plate-forme LH en 1998 et a conçu et fabriqué la 300M principalement pour concurrencer la BMW Série 5 sur les marchés européens. Elle devait être produite par le constructeur Eagle, mais ce dernier a abandonné le projet. Le constructeur a repris le nom de la lignée de modèles "300", même si la voiture n'est pas à propulsion arrière et n'a pas non plus de moteurs de 300 chevaux, contrairement aux modèles historiques. C'est pour cela que le design de la 300M est assez différent du style Chrysler de l'époque. Elle n'a pas la traditionnelle calandre "en croix" des précédentes 300, comme au milieu des années 1980, elle avait été adoptée par la division sœur Dodge pour l'ensemble de sa gamme de modèles.
Eagle devait vendre la 300M comme une nouvelle Vision. Les voitures d'essai, les manuels d'usine et la conception des dessins ont été préparés pour une deuxième génération de la Vision orné d'un insigne Eagle proéminent sur la calandre. La 300M était semblable à l'extérieur et presque identique à l'intérieur à la Concorde. La 300M devait également s'adapter aux standards l'européens, elle était d'une longueur de 5 mètres, elle ne devait pas être trop grande pour plaire aux Européens, à la différence de la Chrysler LHS. Elle a le même empattement que la Dodge Intrepid, l'Eagle Vision, et que la Chrysler Concorde (avant 2002) en réduisant sa longueur en coupant les porte-à-faux avant et arrière. Elle a été vendue comme la plus grande berline de la gamme européenne, devant la Stratus.

## Groupe motopropulseur
Un seul moteur était disponible, le V6 de 3,5 L conçu par Chrysler, initialement créé pour les véhicules à plate-forme LH de première génération et remanié pour la nouvelle plate-forme LH. Il a été partagé avec la Plymouth Prowler et la variante en édition limitée R/T de la Dodge Intrepid de deuxième génération. Le moteur été partagé avec la LHS et la Concorde rebadgée (2002-2004). Pour 1999, il était évalué à 257 ch (189 kW) et 346 N m de couple. Il était connecté à la 42LE, une transmission automatique à quatre vitesses avec Autostick, qui permettait une sélection manuelle des vitesses. Le rapport de vitesse standard sur la 300M était de 3,66:1.
| Motorisation            | V6 2,7 L EER                   | V6 3,5 L EGG                   |
| ----------------------- | ------------------------------ | ------------------------------ |
| Puissance               | 203 ch (149 kW) à 5 800 tr/min | 250 ch (184 kW) à 6 500 tr/min |
| Couple                  | 258 N m à 4 850 tr/min         | 339 N m à 4 000 tr/min         |
| Rapport poids/puissance | 8,1 kg/ch                      | 6,8 kg/ch                      |

## Divers changements
En 1999, l'allumage automatique des phares a été ajouté et le Handling Group a supprimé le limiteur de vitesse. En 2000, un dispositif de sécurité a été ajouté pour empêcher le déplacement de la transmission en mode Park si la pédale de frein n'était pas enfoncée; et des ancrages d'attache ont été ajoutés à l'arrière pour les sièges enfants. Le modèle de 2001 a apporté plus de changements, avec une finition luxe en option qui comprenait un miroir côté conducteur à atténuation automatique et des airbags latéraux supplémentaires. Un EVIC (ordinateur de bord) plus avancé a été rendu facultatif. La 300M a également reçue de nouveaux feux arrière ornés de bijoux.
En 2002, la répartition électronique du freinage a été ajoutée au système de freins ABS; un nouvel ordinateur combiné aux commandes du moteur et de la transmission; les attaches de verrouillage étaient maintenant intégrées; et une surveillance des émissions par évaporation "naturelles" a été ajoutée. La 300M Special a été offert à partir du milieu de l'année 2002. Elle comportait un moteur de 3,5 litres développant 259 ch (190 kW) conçu pour utiliser de l'essence premium (91+ octane) et produisant un couple de 350 N m, avec un rapport de transmission final de 3,89. Le double échappement de type performance, les freins haute performance et les pneus Z de 18 pouces étaient de série, avec des pneus Michelin Pilot Sport 245/45R18 performance en option. Les autres caractéristiques standard de la finition Special incluaient des sièges en cuir "Waterfall", rétroviseurs avec clignotant, revêtement de carrosserie et hauteur de caisse légèrement inférieure. Ce modèle comprenait également des phares à décharge à haute intensité et des panneaux de garniture intérieure en imitation fibre de carbone qui remplacé les panneaux de garniture en similibois standard. Un nombre limité de modèles 300M "Pro-Am" ont été commercialisés en 2002. Ces versions comprenaient un système audio Infinity avec caissons de basses ainsi que des intérieurs en cuir bicolore. La Pro-Am est également venue avec un ensemble de clubs de golf édition limitée et un support pour un sac de golf dans le coffre. En 2003, de nouvelles couleurs ont été ajoutées et le chargeur 6 disques a remplacé le chargeur 4 disques et les commandes du changeur ont été ajoutées à la chaîne stéréo.

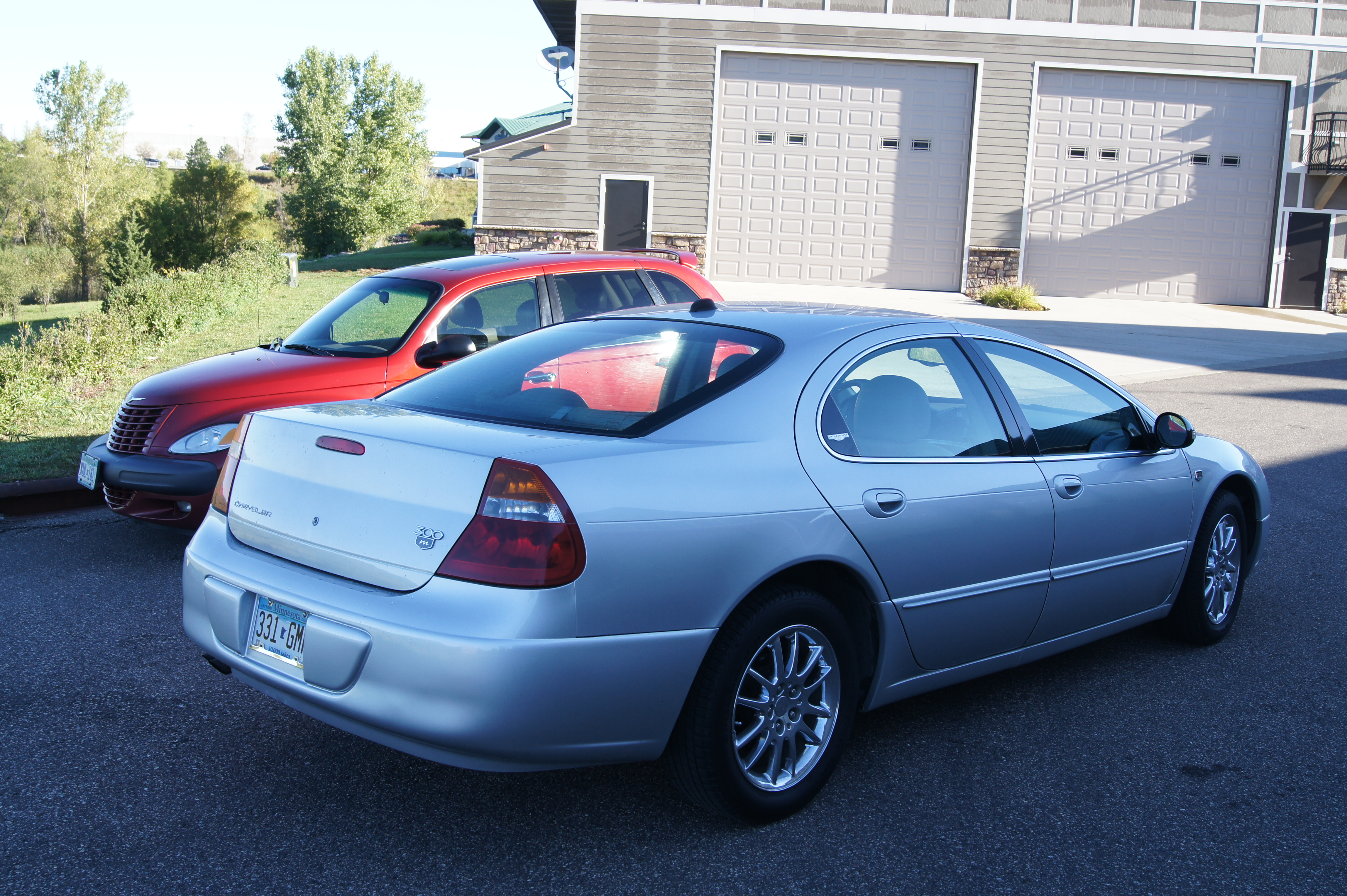
Vue arrière de la 300M

2004 a apporté la radio satellite Sirius en option et une chaîne stéréo en option avec navigation GPS sur DVD. Pour l'année modèle 2004, Chrysler a offert la série 300M Platinum pour célébrer le 20e anniversaire du monospace d'origine de Chrysler, les Dodge Caravan/Chrysler Town & Country/Plymouth Voyager. En plus de la 300M, cinq autres véhicules étaient proposés en série Platinum : la Sebring Convertible, la PT Cruiser, la Sebring Sedan, la Sebring Coupé et le Town & Country. La 300M Platinum n'était disponible qu'en trois couleurs extérieures: Graphite Metallic, Bright Silver Metallic ou Brilliant Black Crystal. Autres caractéristiques incluses: intérieur bicolore ardoise profonde/taupe clair, poignées de porte chromées, rétroviseurs noir brillant avec clignotants et fonction de pivotement automatique en marche arrière et roues chromées de 17 pouces. Un lecteur de cassette/CD Infinity II de 360 watts et un système de radio satellite SIRIUS avec un abonnement gratuit d'un an à SIRIUS ont également été inclus. Les caractéristiques supplémentaires comprennent des sièges en cuir, des enjoliveurs en argent satiné, des roues chromées ou en platine et d'autres caractéristiques intérieures uniques. Ces modèles ont un insigne spécial Platinum Series sur les piliers C.
Pour 2005, la 300M et la Concorde ont été remplacées par la Chrysler 300.

## Récompense
Le 300M a été élue, par Motor Trend, voiture de l'année pour l'année 1999. Elle a également été « choisie dans les Dix Meilleurs voitures pour 1999 et 2000 », par le magazine Car and Driver.

## Ventes
La Chrysler 300 M a été fabriquée dans l'usine de Brampton (Ontario), au Canada. 
- Ventes aux États-Unis[5] :

| Année      | 1998   | 1999   | 2000   | 2001   | 2002   | 2003   | Total   |
| Ventes USA | 30 765 | 55 966 | 50 682 | 36 583 | 32 375 | 24 910 | 231 281 |

- Ventes en France

| Année         | 1999 | 2000 | 2001 | 2002 | 2003 | 2004 | Total |
| Ventes France | 365  | 190  | 158  | 100  | 70   | 83   | 966   |